# Groningsch-Drentsch Snelvervoer

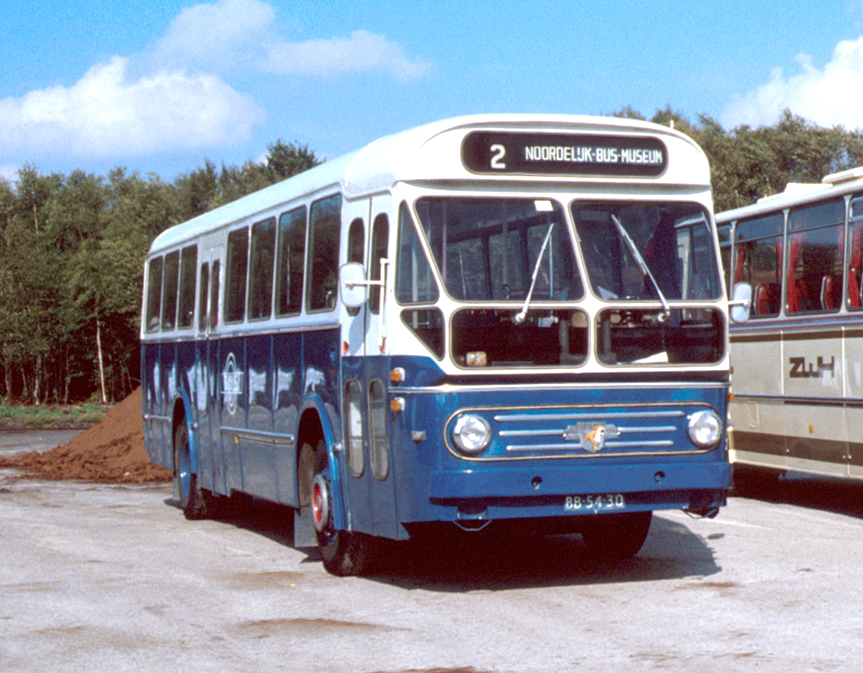
GDS-bus 22, Leyland-Den Oudsten LO, bouwjaar 1967, bij het Nationaal Bus Museum.

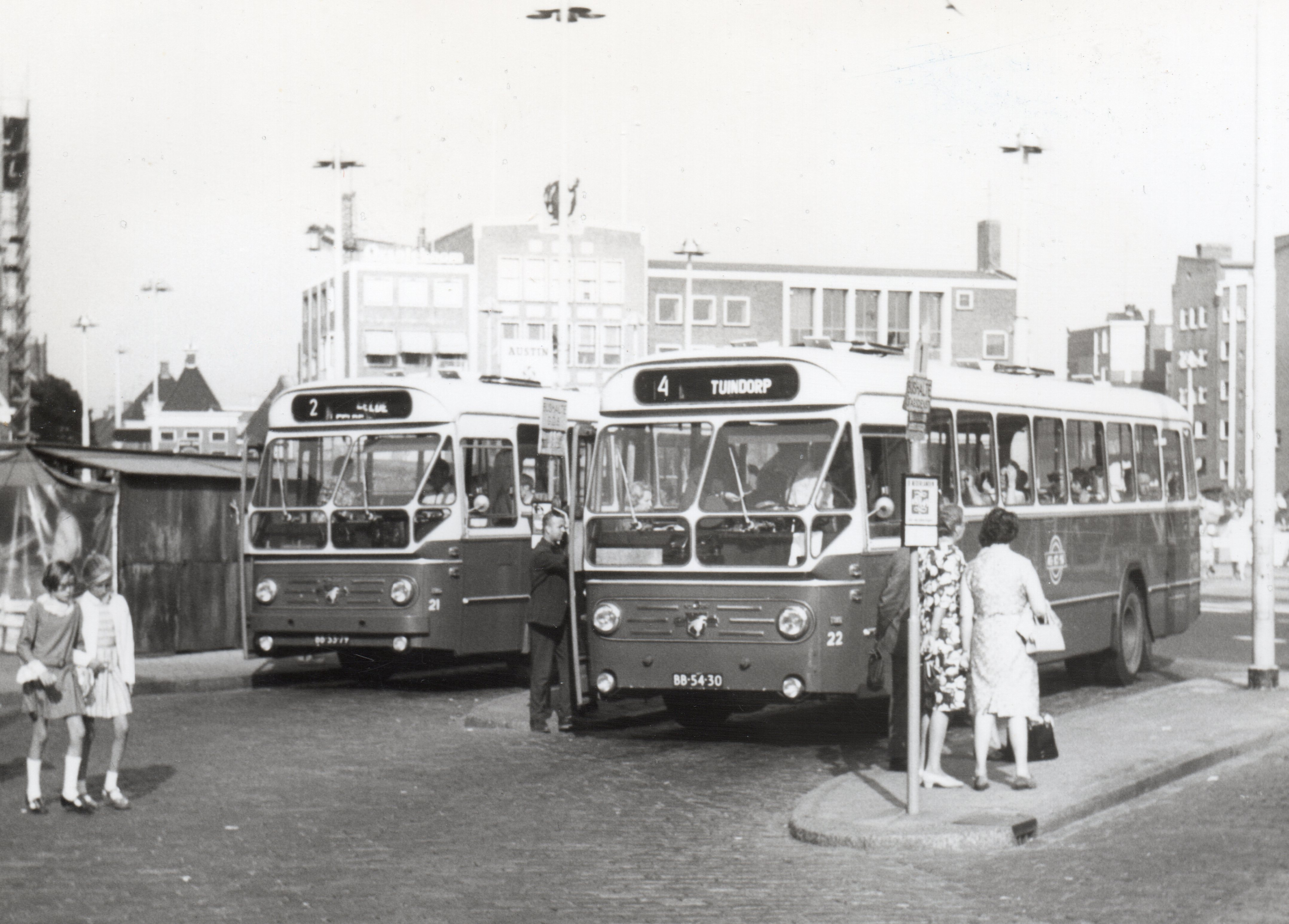
GDS-bussen 21 en 22 aan het beginpunt Grote Markt (Groningen), zomer 1969.

De N.V. Groningsch-Drentsch Snelvervoer (GDS) is een voormalig openbaarvervoerbedrijf te Haren, later te Groningen, dat onder deze naam heeft bestaan van 1939 tot 1975, maar een veel langere geschiedenis had.

## Geschiedenis
De GDS is op 12 maart 1896 opgericht als Tramweg-Maatschappij Groningen-Paterswolde-Eelde (GPE), die de route Groningen - Paterswolde - Eelde vanaf 1896 exploiteerde met paardentrams, van 1921 tot 1929 met tractortrams en ten slotte met bussen.
Op 22 oktober 1938 verleende de Minister van Waterstaat toestemming aan de EDS te Hoogeveen om 80% van de aandelen van de GPE over te nemen. De overige 20% werden verdeeld onder de gemeenten Groningen, Haren en Eelde.
Op 30 mei 1939 kreeg de GPE van de Commissie Vergunningen Personenvervoer een concessie voor de exploitatie van de lijn Groningen - Haren - Harenermolen - De Punt, die met ingang van 1 augustus 1939 met autobussen werd bereden. Tot die datum was dit traject bediend door elektrische tramlijn 5 van de Gemeentetram Groningen, die vanaf 1921 gereden had van de Grote Markt in Groningen naar Haren, Harenermolen, Glimmen en het (in 1936 gesloten) station De Punt. De Gemeentetram vroeg geen autobusconcessie aan voor dit traject, dat ook een klein stukje in de provincie Drenthe kwam. Wel reden hier de bussen van de lijn Groningen - Assen van de door de NS opgerichte ATO, in concurrentie - en later in van hogerhand afgedwongen samenwerking - met de DABO te Meppel en de EDS.
Bij een statutenwijziging in november 1939 werd de naam van de GPE veranderd in GDS. Het voorstadsvervoer richting Haren en Eelde had een ander karakter dan het streekvervoer en daarom werd de GDS een aparte dochteronderneming van de EDS.
Nadat de ATO in 1940 tussen Groningen en Assen van het toneel was verdwenen bleef de situatie onveranderd, met lokale vervoersverboden langs de GDS-route voor de busdiensten van DABO en EDS en ook voor de GADO, die deze route nam op weg naar Zuidlaren en verder. Ook kwam er een dwarsverbinding Haren - Paterswolde en werd het vliegveld Eelde in de route opgenomen. In de jaren vijftig kwam er nog een zijtak van Haren naar de wijk Tuindorp Onnen bij.
De GDS-bussen reden aanvankelijk in groene kleur met een oranje bies, maar in de jaren zestig werd overgegaan op donkerblauw, met dak en raamomlijsting in grijswit. In de stad Groningen bevond het GDS-beginpunt zich op de Grote Markt. Een deel van de bussen stopte ook voor het Hoofdstation.
Nadat DABO en EDS in 1952 de strijdbijl ten aanzien van het vervoer Groningen - Assen hadden begraven door deze lijn gezamenlijk te gaan exploiteren, gingen zij in 1955 een belangengemeenschap aan die in 1963 zou leiden tot een volledige fusie onder de naam DVM. Het was daarbij logisch dat de GDS voortaan onder het beheer van zusterbedrijf GADO zou vallen en dus zou worden bestuurd vanuit Groningen in plaats van vanuit het ver gelegen Meppel. In 1958 werd de GDS, net als eerder de Marnedienst, dan ook een dochteronderneming van de GADO.

## Einde
In de tweede helft van de jaren zestig veranderden de inzichten over het openbaar vervoer in stadsgebieden en werden lokale vervoerverboden niet meer als zinvol gezien. Dit betekende dat ook de streekbussen werden opengesteld voor lokale reizigers in de stad Groningen en dat de doorgaande bussen van DVM en GADO ook gingen deelnemen aan het lokale vervoer Groningen - Haren - De Punt. De GDS-lijn naar de spoorwegovergang De Punt werd daarbij ingekort tot Harenermolen. De GDS-bussen kregen de gele uitmonstering van vrijwel alle Nederlandse streekbussen en waren nauwelijks meer van die van andere bedrijven te onderscheiden, terwijl het speciale karakter als voorstadsdienst geen rol meer speelde. Het was toen nog maar een kleine stap om dit bedrijfje van hooguit tien autobussen in de veel grotere GADO te integreren. Dat gebeurde in 1975 en daarmee kwam een einde aan de GDS.

## Museumbus
Het Nationaal Bus Museum in Hoogezand bezit de vroegere GDS-bus nr. 22 (NS-nummer 7644), een Leyland-Den Oudsten van het bouwjaar 1967.